# جفرسون فارفن
جفرسون فارفن آگوستین گوادلوپ (اسپانیایی: Jefferson Agustín Farfán Guadalupe‎؛ زادهٔ ۲۶ اکتبر ۱۹۸۴) بازیکن فوتبال اهل پرو است.

## باشگاهی
از باشگاه‌هایی که در آن بازی کرده‌است می‌توان به الیانزا لیما، پی‌اس‌وی آیندهوون، شالکه ۰۴، الجزیره و لوکوموتیو مسکو اشاره کرد.

## تیم ملی
وی همچنین در تیم ملی فوتبال پرو بازی کرده‌است و 27 گل ملی به ثمر رسانده است.